# Sambiroto (Kajen)
Sambiroto is een bestuurslaag in het regentschap Pekalongan van de provincie Midden-Java, Indonesië. Sambiroto telt 2445 inwoners (volkstelling 2010).